# 네즈빗의 부등식
네스빗의 부등식(Nesbitt's inequality, -不等式)은 다음과 같은 수학적 부등식을 말한다. 이 부등식은 셔피로의 부등식에서 n=3의 특수한 형태이다.
- 양의 실수 a, b, c에 대하여, {\displaystyle {\frac {3}{2}}\leq {\frac {a}{b+c}}+{\frac {b}{c+a}}+{\frac {c}{a+b}}.}

## 증명
증명1} 네스빗의 부등식은 코시-슈바르츠 부등식을 이용하여 쉽게 증명할 수 있다. 이 부등식을 이용하여 먼저 다음을 얻는다.
{\displaystyle (a+b+c)^{2}\leq ({\frac {a}{b+c}}+{\frac {b}{c+a}}+{\frac {c}{a+b}})(a(b+c)+b(c+a)+c(a+b)).}
그런데, 다음 식이 성립하므로,
{\displaystyle 0\leq a^{2}+b^{2}+c^{2}-ab-bc-ca=(a+b+c)^{2}-{\frac {3}{2}}(a(b+c)+b(c+a)+c(a+b)).}
맨 위의 식에서 양 변에 {\displaystyle (a(b+c)+b(c+a)+c(a+b))} 을 나누면 원하는 결과를 얻는다.
증명2} 재배열 부등식으로도 증명이 가능하다.
{\displaystyle {\frac {a}{b+c}}+{\frac {b}{c+a}}+{\frac {c}{a+b}}\geq {\frac {b}{b+c}}+{\frac {c}{c+a}}+{\frac {a}{a+b}}}
{\displaystyle {\frac {a}{b+c}}+{\frac {b}{c+a}}+{\frac {c}{a+b}}\geq {\frac {c}{b+c}}+{\frac {a}{c+a}}+{\frac {b}{a+b}}}
위 두식을 더하게 되면,
{\displaystyle 2({\frac {a}{b+c}}+{\frac {b}{c+a}}+{\frac {c}{a+b}})\geq 1+1+1=3}이 되므로, 정리하면,
{\displaystyle {\frac {3}{2}}\leq {\frac {a}{b+c}}+{\frac {b}{c+a}}+{\frac {c}{a+b}}}가 성립하게 된다.

## 참고 문헌
- 류한영 외, 《한국수학올림피아드 바이블 2》, 도서출판 세화, 2008